# Rintintin junior
Rintintin junior (Katts and Dog ou Rin Tin Tin: K-9 Cop) est une série télévisée franco-canadienne en 106 épisodes de 26 minutes, diffusée du 17 septembre 1988 à 1993 sur le réseau CTV au Canada et The Family Channel aux États-Unis.
En France, la série a été diffusée de la saison 2 à 4, du 13 janvier 1990 au 12 avril 1992 sur La Cinq. Les saisons 1 et 5 restent inédites.
Elle a été rediffusée du 12 juillet 1993 22 avril 1994, du 5 janvier 1995 au 2 février 1995,
du 31 juillet 1995 au 20 septembre 1996, du 13 janvier 1997 au 30 décembre 1997; du 31 décembre 1998 au 10 juillet 1999; du 15 avril 2000 au 26 avril 2001; enfin du 7 juillet 2001 au 24 février 2002 sur M6 puis sur Série Club et RTL9.

## Historique
Rintintin junior est la conséquence des quotas de production française imposés à la fin des années 1980. La Cinq coproduira ainsi plusieurs séries dont Le Voyageur, et Les deux font la loi.
La saison 1 a été produite par le Canada. La série est devenue une coproduction entre le Canada, et la France à partir de la saison 2 jusqu'à la saison 4; avec Atlantique Productions et La Cinq.
Après le dépôt de bilan de La Cinq en avril 1992, la série n'a plus été coproduite par la France. Les saisons 1 et 5 n'ont jamais été doublées ou diffusées en France.

## Distribution
- Jesse Collins (en) : Officier Hank Katts
- Andrew Bednarski : Steve Katts
- Rudolph Von Holstein III : Rintintin/Rinty
- Denise Virieux : Officier Renée Daumier
- Nancy Anne Sakovich : Officier Leah McCray
- Peter MacNeill : Sergent Callahan
- Dan Martin (en) : Officier Lou Adams
- Phil Jarrett : Sergent O.C. Phillips
- Denis Akiyama (en) : Officier Ron Nakamura
- Brian Kaulback : Officier Dennis Brian
- Cali Timmins : Maggie Davenport
- Corrine Koslo : Officier Connie
- Ken Pogue : Capitaine Cullen Murdoch
- Michael Quinsey : Max Kane/dresseur de chien
- Chuck Shamata : Lieutenant Logan

## Épisodes

### Saison 1
1. La Rencontre
2. Les Bijoux de l'héritière
3. Un chien opiniâtre
4. Le Meilleur Ami de l'homme
5. Le Sens du devoir
6. La Travestie
7. Les Otages
8. Les Voleurs de chien
9. Une Course contre le temps
10. Les Diamants
11. Les enfants ne pensent qu'à s'amuser
12. Le Refuge
13. Princesse Rosa
14. Vol à chien armé
15. Le Témoin
16. Le Candidat
17. Le Choc
18. Le Château
19. Les Orchidées du capitaine
20. L'Équipière
21. Black out
22. Mascarade

### Saison 2
1. Freeze
2. Chien perdu avec collier
3. Affaire de famille
4. Lorsque l'enfant paraît
5. L'Appât
6. The Gun
7. Perdu et retrouvé
8. Copie conforme
9. A Killer Among Us
10. Officer Down
11. Un flic en prison
12. Erreur sur la personne
13. Pollution
14. Le Caméléon
15. Une journée périlleuse
16. Sprint contre la mort
17. Immunité diplomatique
18. Vols au grand hôtel
19. Un parfum de liberté
20. Perdu dans la ville
21. Prise d'otages
22. Cascade mortelle

### Saison 3
1. Père et fils
2. Qui m'aime, aime mon chien
3. Amitié dangereuse
4. Alerte à la bombe
5. L'Enlèvement
6. Coup du sort
7. Une vraie vie de chien
8. Promenons-nous dans les bois
9. Souffler n'est pas jouer
10. Au feu les pompiers
11. Les Incorruptibles
12. Espèces menacées
13. Mon père est un drogué
14. Fumées mortelles
15. Trahison
16. Seule à tout prix
17. Le Fugitif
18. Crise d'adolescence
19. Les Papys flingueurs
20. La Vraie Fausse Icône
21. Trente-six heures pour tuer
22. Aux gendarmes et aux voleurs

### Saison 4
1. By The Book
2. Desperate Hours
3. Lethal Injection
4. Fink
5. Penny From Heaven
6. Countefeit Love
7. Just Say No
8. Blind Spot
9. Gun Shy
10. Light At the End of the Tunnel
11. What the Doctor Ordered
12. Relatively Speaking
13. Operation Ship of Fools
14. Abused Child
15. Club Dead
16. Big Man on Campus
17. Super canon
18. Tout ce qui brille
19. L'Espion à la chaussure marron
20. Marché de Dupes
21. Question de Confiance
22. The Big Gun

### Saison 5
1. Boy Who Cried Wolf
2. Hit and Run
3. Attacked
4. Bang, Bang You're Dead
5. Falling Out Among Thieves
6. Under Siege
7. A Friendly Revenge
8. Christmas Spirit
9. Trapped
10. Dead on Arrival
11. Crime of Fashion
12. Reasonable Force
13. Killing Ground
14. Heartstrings
15. Decoy Ducks
16. Bounty Hunter
17. Wrong Place, Wrong Time
18. Stage Mother

## Commentaires
Dans la version originale, Katts and Dog, le chien est nommé Rudolf ou Rudy, et aucune référence n'est faite à Rintintin. La série a été vendue en Grande-Bretagne et aux États-Unis, sous le titre Rin Tin Tin K-9 Cop. En France, cette série est connue sous le titre Rintintin junior. Les dialogues ont été redoublés en anglais pour remplacer Rudy par Rinty. Le doublage français a fait de même puisque le chien est appelé Rintintin ou Rinty.
La plupart des saisons sont divisées en deux lieux de tournage : 
- Toronto (Canada).
- Paris (France) en raison du financement des groupes français Atlantique Productions et La Cinq.